# 小杉武久
小杉 武久（こすぎ たけひさ、1938年3月24日 - 2018年10月12日）は、日本の作曲家・演奏家。東京生まれ、東京藝術大学楽理科卒。

## 経歴
1960年、水野修孝等と即興演奏パフォーマンスで知られる「グループ音楽」を結成。同時期に米国のフルクサスに参加。
1964年、武満徹、一柳慧と「Collective music」を結成。マース・カニングハム舞踏団の初来日で、ジョン・ケージ、デイヴィッド・チューダーと共演。
1965年、渡米、ニューヨーク・アヴァギャルド・フェスティヴァルに参加。
1967年、欧州で、各地のフルクサス作家と交流。デュセルドルフ、アムステルダム、ベルリン、コペンハーゲン等でコンサート。
1969年、タージ・マハル旅行団結成。ストックホルムの「ユートピア＆ビジョン」ロンドンの実験音楽祭「ICES’72」等に参加、演奏活動を行う。
1970年、日本万国博覧会で祭り広場の音楽制作。
1975年、美学校に小杉武久音楽教場を開設。生徒による即興音楽集団 "イースト・バイオニック・シンフォニア"を監修。
1977年、米国移住、マース・カニングハム舞踏団の音楽監督を勤める。ヴァイオリン演奏家としても活動する。テクノロジーを使ったしなやかな表現が見られるようになる。
1978年、パリの"フェスティヴァル・ド・オートン" "ラ・サントボーム音楽祭"に参加。
1979年、"オランダ・フェスティヴァル"に参加。スティーブ・レイシーらと共演。
1980年、"目と耳のために"展(パリ)、視聴覚展(西ベルリン）等にサウンド・インスタレーション「五十四音点在」出品。
1981年、DAAD（ドイツ学術交流会）招聘により西ベルリン滞在。
1982年、ハンブルク美術学校の客員教授。
1983年、ニュー・ミュージック・アメリカン・フェスティヴァル参加。
1984年、プロ・ムジカ・ノーヴァ音楽祭（ブレーメン）でソロ演奏。
1986年、ロンドンのアルメイダ音楽祭参加。東京国立劇場の「舞楽」公演でジョン・ケージ作曲の「RENGA=連歌」に参加。パリのポンピドゥー・センターでの日本前衛美術の動向展に出品。パフォーマンスも行う。
2008年、横浜トリエンナーレ参加。
2018年10月12日、食道がんのため死去、享年80。

## 代表作品
※タージ・マハル旅行団での作品は項目を参照
- ある革命のための音楽 Music for a revolution(1964)
- ピアノ・ウェイヴ・ミックス Piano-Wave-Mix(1972)
- キャッチ・ウェイヴ Catch-Wave (1975)
- Improvisation Sep. 1975 (1975) *一柳慧、Michael RantaとのNHKスタジオ録音盤
- Cycles（1981）
- Violin Solo (1983)
- 円盤 Live At The すとれんじ ふるぅっ Enban Live At The Strange Fruit (1983) *パーカッショニスト風巻隆との共演ライブ盤
- 薫的遊無有-infinite Emanation(1985)
- Violin Improvisations (1990)
- Violin Solo 1980 N.Y.C. (1998)
- キャッチ・ウェイヴ'97 Catch-Wave'97  (2008)
- 2012.10.26 Hall Egg Farm (2012) *バール・フィリップス、高橋悠治との共演ライブ盤

## 著書
- 音楽のピクニック（書肆風の薔薇／1991）